# Anatolij Czerniajew
Anatolij Siergiejewicz Czerniajew (ros. Анато́лий Серге́евич Черня́ев, ur. 25 maja 1921 w Moskwie, zm. 12 marca 2017 tamże) – radziecki polityk.

## Życiorys
Brał udział w wojnie z Niemcami, od 1942 był członkiem WKP(b), 1947 ukończył Wydziału Historyczny Moskiewskiego Uniwersytetu Państwowego. Kandydat nauk historycznych, docent, 1950–1958 wykładowca historii najnowszej w Moskiewskim Uniwersytecie Państwowym, 1958–1961 pracownik pisma „Probliemy mira i socjalizma” w Pradze, od 1961 pracownik Wydziału Międzynarodowego KC KPZR. Początkowo referent, potem 1970–1986 zastępca kierownika Wydziału Międzynarodowego KC KPZR, 1986–1991 pomocnik sekretarza generalnego KC KPZR, potem prezydenta ZSRR Michaiła Gorbaczowa. 1986–1990 członek KC KPZR, 1984–1989 deputowany do Rady Najwyższej ZSRR 11 kadencji, 1989–1991 deputowany ludowy ZSRR. Autor trzech książek. Pochowany na Cmentarzu Trojekurowskim w Moskwie.

## Odznaczenia
- Order Lenina
- Order Wojny Ojczyźnianej I klasy
- Order Wojny Ojczyźnianej II klasy

I inne.